# 30 août dans les chemins de fer
30 juillet 30 septembre
Chronologies thématiques
- Croisades
- Sports
- Disney

Cette page concerne les événements qui se sont déroulés un 30 août dans les chemins de fer.

## Événements

### XIXesiècle
- 1858. France : ouverture de la section Montauban-Saint-Christophe du chemin de fer de Montauban au Lot avec embranchements sur Marcillac et Rodez (P.O.)
- 1880. France : ouverture de la section Longeray-Léaz-Thonon-les-Bains (P.L.M.)
- 1880. France : ouverture de la section Le Teil - Nîmes-Grézan et de l'antenne de Remoulins à Uzès sur la ligne Givors - Nîmes
- 1900. France : ouverture de la ligne de chemin de fer de Plaisir-Grignon à Épône-Mézières (Yvelines).

### XXesiècle
- 1904. France : ouverture de la ligne Carhaix - Pleyben sur le Réseau breton.
- 1939. France : officialisation de la fermeture du tramway d'Eu-Le Tréport-Mers
- 1940. France : la première classe est interdite aux personnes « de race noire » dans le métro de Paris[1].
- 1999. RER de Paris : Ouverture de la branche Villiers-sur-Marne du  .
- 2000. Métro de Paris : Déraillement de Notre-Dame-de-Lorette - La voiture de tête d'un MF 67 se renverse entre Saint-Georges et Notre-Dame-de-Lorette, glisse pendant 15 secondes sur 134 mètres et vient s'encastrer dans le nez du quai de la station suivante. L'accident ne fait que 24 blessés légers.

## Décès
- 1971. France : Louis Armand, ingénieur, résistant et compagnon de la Libération (organisateur du groupe Résistance-Fer à la SNCF sous l'Occupation) et président de la SNCF de 1949 à 1958.